# Anna Fux
Anna Fux (Núremberg, 1995) es una jurista, politóloga, artista visual y fotógrafa germano-filipina, feminista descolonial y queer. Es una de las fundadoras de la revista Pai Pai Magazine dirigida a la comunidad asiática hispanohablante en la diáspora.

## Trayectoria
Nació en la ciudad alemana de Núremberg en 1995, hija de una filipina y un alemán. Se crio en Mallorca. Estudió Derecho y Ciencias Políticas, formándose en la Universidad Carlos III de Madrid y la Universidad de Sídney. Además, se formó en instituciones como Blank Paper, ICP o el Vassar College de Nueva York. Pasó a residir en Madrid. Realizó un estancia en Matadero Madrid, en su Centro de residencias artísticas. Su trabajo se ha orientado a explorar los ámbitos de la familia elegida y no elegida, la racialización, las disidencias de género y la sexualidad así como la migración.
En 2020, Fux fue una de las cofundadoras, junto a la hāfu Mercedes Saya, de la revista online Pai Pai Magazine, dirigida a la diáspora asiática e hispanohablante con una perspectiva de creación de conciencia comunitaria y visibilizar la cultura asiática desde un punto de vista no centrado en el orientalismo.
Ha impartido charlas sobre feminismo interseccional, asuntos LQTBIQ+, antirracismo y cultura asiática en instituciones como el Museo Nacional de Antropología de España o el Festival de cultura feminista Feministaldia, junto a otras activistas como Esther (Mayoko) Ortega, Mabel Chapata, Celia Montoya o Fátima Aspiritou, entre otras. Además, ha colaborado para medios como Afroféminas, Pikara Magazine, Visual404 o Hamaonline abordando temas de género, racialización y disidencias sexuales. Fue una de las impulsoras del movimiento creativo que promueve la comunidad asiática y su diáspora reconocidas durante en El mes de la historia asiática del proyecto artístico-educativo Fridafro impulsado por Maiá Fernandes y María Bueno. También ha trabajado como crítica cultural.
En 2016 creó el proyecto fotográfico They. En 2021 presentó el fotolibro Same, Same but Different - Retratos de familias queer racializadas (previamente titulado Otro mundo). En 2022 participó en el I Festival de Podcast celebrado en Madrid, del que también formaron parte Hajar Brown o Moderna de Pueblo entre otros.

## Reconocimientos
En 2021 recibió la beca de Matadero Madrid de su programa de residencias para artistas visuales, junto a otros galardonados como Ana Martínez Fernández, Galaxia de Perla y Miguel Ángel Calderón. En 2022, su fotolibro Same, same, but different - Retratos de familias queer racializadas fue nombrado como uno de los mejores libros de fotografía del año por PHotoEspaña.